# Mayhew Folger
Mayhew Folger, né à Nantucket le 9 mars 1774 et mort à Massillon le 1er septembre 1828, est un navigateur américain, redécouvreur des îles Pitcairn en 1808.

## Biographie
Grand-père de William M. Folger, cousin de Benjamin Franklin, oncle de Lucretia C. Mott, il est le deuxième enfants de quakers éminents, William Folger et Ruth Coffin.
Capitaine du baleinier Topaze parti de Boston le 5 avril 1807, il redécouvre les îles Pitcairn le 6 février 1808 et y rencontre le dernier survivant des révoltés de la Bounty, John Adams (alias Alexander Smith).
Adams lui confie le compas Azimut et le chronomètre de marine Larcum Kendall (en) K2 de la Bounty, aujourd'hui conservés au National Maritime Museum de Greenwich (Londres) et au British Museum (compas).
En 1813, Folger s’installe à Kendal (Ohio) et devient premier maître de poste à Massillon où il finit sa vie.